# NK Rudar Siverić
NK Rudar je hrvatski nogometni klub iz Siverića u Šibensko-kninskoj županiji.
Počeci nogometa u Siveriću sežu u 1925. godinu. Od te godine pa do 1932. nogomet se igrao na improviziranim terenima. Godine 1932. registriran je prvi nogometni klub u Siveriću pod nazivom Sretno. Prva službena utakmica odigrana je s nogometnim klubom DOŠK iz Drniša. Klub je pod tim nazivom nastupao kratko jer mu je iste godine zabranjeno djelovanje. Sljedeće, 1934. godine, klub je ponovno registriran ali pod nazivom Briket. Klub je ubrzo došao u nemilost tadašnjeg režima, pa mu je zabranjen rad. Godine 1938. osnovan je klub pod imenom Rudar. To ime zadržao je do danas. Za vrijeme Drugog svjetskog rata nije djelovao. Po završetku rata, od 1947. do 1950. g., u središtu Siverića izgrađeni su igralište i klupske prostorije. Do 1953. klub se natjecao u splitskom nogometnom savezu, a od te godine u jedinstvenoj dalmatinskoj ligi. Nogometni klub Rudar tada je bio među pet najboljih klubova u Dalmaciji. Od 1965. godine Rudar se natjecao u šibenskom nogometnom savezu. U tom savezu šest puta za redom osvojio je prvo mjesto. Od 1981. do početka domovinskog rata (1991.) klub se natjecao u Dalmatinskoj ligi – Sjever, Zadar –  Šibenik.
U sezoni 1990./91. u kojoj se natjecalo 16 klubova, Rudar je osvojio četvrto mjesto. Nogometni klub Rudar dva puta je gostovao u inozemstvu. Na poziv kluba Croatie iz Gaggenaua (Njemačka) u kojem su igrali hrvatski radnici na povremenom radu u Njemačkoj, Rudar je 1981. i 1983. godine sudjelovao na nogometnom turniru u tom gradu.
Godine 1984. napravljeno je igralište za male sportove te renovirano veliko nogometno igralište. Od 1987. do 1989. prošireni su upravni prostor i svlačionica, a 1990. otvoren je interni restoran.
Za vrijeme Domovinskog rata klub nije djelovao jer su gotovo svi žitelji Siverića bili u progonstvu. Nakon oslobođenja 1995. godine započelo se s obnovom klupskih prostorija i stvaranjem organizacijskih uvjeta za redovan rad kluba.
Trenutačno se natječe u 1. ŽNL Šibensko-kninskoj.